# Scea subcyanea
Scea subcyanea là một loài bướm đêm thuộc họ Notodontidae. Loài này có ở Nam Mỹ, bao gồm và có thể limited to Peru.